# 香港行政區劃
早於香港開埠初期，香港地域已有相當的行政分區。1963年香港政府將港九市區劃為四十多個法定分區，成為香港市區日後的基本分區；1980年代香港政府亦為新界制定清晰的法定分區界線。而立法局、兩個市政局及十八區區議會在不同時代則有各自的選區，劃分方法各有不同；香港政府各部門亦會依據各自訂立的內部分區而分工。
香港規劃政策包括三層，第一層全港整體規劃，繼而市區城區規劃及第三層分區規劃大綱。在2000年解散市政局後，香港特別行政區政府只下放少量監察權力和責任給區議會。

## 分區變化

### 英治初期
1840年代香港島納入英國統治，首個建成的城鎮為維多利亞城，然而維多利亞城沒有劃分更細的區域，亦沒有訂定分區和邊界，大概範圍為東起灣仔、西至上環、南至半山、北臨維多利亞港，面積約1000平方英畝（4平方公里）。
1844年第二任香港總督戴維斯試圖推行徵收人頭稅的《人口登記法例》失敗，令港府無法進行人口普查和戶口登記工作。同時維多利亞城人口急速增長，暴露港府只著重於貿易建設而忽視民生基建的弱點。港府因此只好將維多利亞城劃分為不同區域，配合當時實行的里甲制，由甲長向政府提供家戶的人口和職業，及以類似人頭稅的戶口稅掌握人口概況。
1857年港府為統計人口及其分佈，將香港島劃分為維多利亞城、筲箕灣、西灣、石澳、大潭篤、赤柱、香江、鴨巴甸及薄扶林九區，當中維多利亞城再細分為七約，七約內有四環的稱呼（即四環九約），當時人口聚集於太平山區及中環一帶。1858年維多利亞城向東西擴張至石塘咀及掃桿埔，並新增石塘咀約。1860年界限街以南的九龍半島納入英國管治，交由軍部管理，而未有為九龍分區。1888年，新增堅尼地城約。1930年代太平山約消失，而寶靈頓約亦改稱「鵝頸」。
1898年新界納入英屬香港版圖。根據1900年2月時任輔政司駱克向總督提交的報告顯示，當時新界劃分為8個約（Districts）及48個鄉（Sub-districts）。1906年新界理民府成立，分為北約及南約兩區管轄新界。其中北約理民府管理大埔（包括沙田）、上粉沙打（上水、粉嶺、沙頭角和打鼓嶺，即北區前身）、西貢、元朗和青山（即屯門前身）等地；而南約理民府則管理新九龍、荃灣（包括葵涌、青衣和馬灣）和離島部分。
新九龍於1900年成立，區域界線為界限街以北及九龍群山海拔高度為500呎（152.4米）以南的地區。同年政府在新界報告中指出，新九龍與九龍相連，人口、貿易交流繁忙，故不屬於新界管轄，亦不受新界《本土社群條例》規限，以港九市區同樣方式管理。1937年香港政府製作法定地圖，明確列出新九龍的界線。相對於1900年列明的新九龍北邊界線大致按照九龍群山的山脊線劃定，並包括象山及飛鵝山在內，1937年法定地圖的則按照九龍群山的二百米線劃定，港府直至1960年代仍然混合使用兩種邊界。

### 日佔時期
1941年底日軍攻佔香港後，日本建立香港占領地政府，其行政區劃由占領地政府民治部於1942年4月建立，並且將香港島分成12區，九龍連同新九龍分成6區，每區設立一個區役所管理該區事務，被視為日後發展分區管治的基礎。1943年7月6日，大嶼山、長洲、坪洲等偏遠島嶼，由新界改劃至香港島。同月20日，荃灣區及西貢區由新界改由九龍管轄，同時亦將九龍區份增加至10區，並將1942年未分區的新界分成7區管轄。香港重光後，香港的行政區域恢復至戰前的安排。

### 英治後期
在1945年至1982年間，新界繼續維持理民府制度，而港九市區則自1963年起實施分區制。新界方面，香港重光後初期基於人手不足，南約及北約理民府合併為單一理民府，至1948年才重新分為大埔、元朗及南約理民府。1958年10月，因應荃灣衛星城市發展，荃灣理民府從南約理民府分離。1960年因應於西貢半島白沙灣計劃開發水庫，南約理民府取消，改為西貢及離島兩個理民府。1963年開發水庫計劃擱置，上述兩理民府再度合併，復設南約理民府。1969年因應萬宜水庫發展計劃，南約理民府再度分拆為西貢理民府及離島理民府。1974年4月1日，爲配合沙田及屯門新市鎮成立，沙田理民府自大埔理民府分離，而屯門理民府自元朗理民府分離。1979年10月1日，北區理民府自大埔理民府分離；管轄範圍為上水、粉嶺、沙頭角及打鼓嶺。
港九市區方面，1963年起設立分區制度。九龍半島設立22個區，以及3個處於開發中或處於鄉郊狀態的地區；香港島設14個區，然則該等區域僅限於港島北岸市區，南部地區及郊野地區並沒有設立區域。1968年隨著市區設立類近理民府的民政處制度，港九市區設立10個區，1963年分區中未有涵蓋的南港島地域亦分別由西區及東區所管轄。1975年9月29日，港島作出行政區劃改編，中區及西區合併成中西區，同時設立南區民政處，將南區從西區及東區中分出。
1982年隨著落實地區行政計劃，首屆區議會選舉舉行，行政區劃根據區議會分區所劃定，港九市區的民政處及新界的理民府於同年10月1日廢除，統一稱為「政務處」。分區主要為方便政府部門協調及管理地區層面的服務及設施，並鼓勵香港市民參與地區事務。政府派駐各地區的民政事務專員直接監督地方行政運作、統籌及落實地區計劃，並同時負責聯絡、協調及調停。香港區議會只屬諮詢機構，沒有行政權。
1985年從荃灣區分拆葵涌及青衣區，形成十九區。1988年葵涌及青衣區改名為葵青區；油麻地區改名為油尖區。1994年，油尖區及旺角區合併為油尖旺區。

### 變遷年表
| 時期           | 香港島 | 香港島 | 九龍 | 新界                                                                 |
| -------------- | --- | --- | --- | -------------------------------------------------------------------- |
| 1841年－1857年 | 無 | 無 | 未劃入英治 | 未劃入英治                                                           |
| 1857年－1858年 | 7個約（維多利亞城） （西營盤、上環、太平山、中環、下環、黃泥涌、掃桿埔）                                              | 9個區 （維多利亞城、筲箕灣、西灣、石澳、大潭篤、赤柱、香港、鴨巴甸、薄扶林）                                          | 未劃入英治 | 未劃入英治                                                           |
| 1858年－1860年 | 8個約（維多利亞城） （石塘咀、西營盤、上環、太平山、中環、下環、黃泥涌、掃桿埔）                                      | 9個區 （維多利亞城、筲箕灣、西灣、石澳、大潭篤、赤柱、香港、鴨巴甸、薄扶林）                                          | 未劃入英治 | 未劃入英治                                                           |
| 1860年－1866年 | 8個約（維多利亞城） （石塘咀、西營盤、上環、太平山、中環、下環、黃泥涌、掃桿埔）                                      | 9個區 （維多利亞城、筲箕灣、西灣、石澳、大潭篤、赤柱、香港、鴨巴甸、薄扶林）                                          | 無 | 未劃入英治                                                           |
| 1866年－1888年 | 9個約（維多利亞城） （石塘咀、西營盤、上環、太平山、中環、下環、灣仔、寶靈頓、掃桿埔）                                | 9個區 （維多利亞城、筲箕灣、西灣、石澳、大潭篤、赤柱、香港、鴨巴甸、薄扶林）                                          | | 未劃入英治                                                           |
| 1888年－1899年 | 10個約（維多利亞城） （堅尼地城、石塘咀、西營盤、上環、太平山、中環、下環、灣仔、寶靈頓、掃桿埔）                     | 9個區 （維多利亞城、筲箕灣、西灣、石澳、大潭篤、赤柱、香港、鴨巴甸、薄扶林）                                          | | 未劃入英治                                                           |
| 1899年－1907年 | 10個約（維多利亞城） （堅尼地城、石塘咀、西營盤、上環、太平山、中環、下環、灣仔、寶靈頓、掃桿埔）                     | 9個區 （維多利亞城、筲箕灣、西灣、石澳、大潭篤、赤柱、香港、鴨巴甸、薄扶林）                                          | 8個約 （九龍、沙頭角、元朗、雙魚、六約、東海、東島、西島） |                                                                      |
| 1907年－1928年 | 10個約（維多利亞城） （堅尼地城、石塘咀、西營盤、上環、太平山、中環、下環、灣仔、寶靈頓、掃桿埔）                     | 9個區 （維多利亞城、筲箕灣、西灣、石澳、大潭篤、赤柱、香港、鴨巴甸、薄扶林）                                          | 2個區 （北約、南約） |                                                                      |
| 1928年－1930年 | 10個約（維多利亞城） （堅尼地城、石塘咀、西營盤、上環、太平山、中環、下環、灣仔、寶靈頓、掃桿埔）                     | 9個區 （維多利亞城、筲箕灣、西灣、石澳、大潭篤、赤柱、香港、鴨巴甸、薄扶林）                                          | 無 |                                                                      |
| 1930年－1942年 | 9個約（維多利亞城） （堅尼地城、石塘咀、西營盤、上環、中環、下環、灣仔、鵝頸、掃桿埔）                                | 9個區 （維多利亞城、筲箕灣、西灣、石澳、大潭篤、赤柱、香港、鴨巴甸、薄扶林）                                          | 2個區 （北約、南約） |                                                                      |
| 1942年－1943年 | 12個區 （中區、西區、水城、藏前、山王、東區、春日、青葉、銅鑼灣、筲箕灣、元港、赤柱）                                 | 12個區 （中區、西區、水城、藏前、山王、東區、春日、青葉、銅鑼灣、筲箕灣、元港、赤柱）                                 | 6個區 （九龍城、深水埗、旺角、油麻地、尖沙咀、紅磡） | 無                                                                   |
| 1943年－1945年 | 12個區 （中區、西區、水城、藏前、山王、東區、春日、青葉、銅鑼灣、筲箕灣、元港、赤柱）                                 | 12個區 （中區、西區、水城、藏前、山王、東區、春日、青葉、銅鑼灣、筲箕灣、元港、赤柱）                                 | 10個區 （鹿島、元區、青山、大角、香取、湊區、山下、荃灣、啓德、西貢） | 6個區 （沙田、大埔、上水、新田、沙頭角、元朗）                       |
| 1945年－1948年 | 無 | 無 | 無 | 無                                                                   |
| 1948年－1958年 | 無 | 無 | 無 | 3個區 （大埔、元朗、南約）                                           |
| 1958年－1960年 | 無 | 無 | 無 | 4個區 （大埔、元朗、南約、荃灣）                                     |
| 1960年－1963年 | 無 | 無 | 無 | 5個區 （大埔、元朗、西貢、離島、荃灣）                               |
| 1963年－1968年 | 15個區 （薄扶林、摩星嶺、堅尼地城、西區、半山、山頂、西營盤、中區、灣仔、跑馬地、銅鑼灣、北角、鰂魚涌、筲箕灣、柴灣） | 15個區 （薄扶林、摩星嶺、堅尼地城、西區、半山、山頂、西營盤、中區、灣仔、跑馬地、銅鑼灣、北角、鰂魚涌、筲箕灣、柴灣） | 22個區 （荔枝角、長沙灣、蘇屋、深水埗、石硤尾、旺角、油麻地、京士柏、尖沙咀、紅磡、何文田、馬頭圍、九龍塘、九龍城、香港機場（啟德）、新蒲崗、黃大仙、佐敦谷、牛頭角、觀塘、油塘、鯉魚門） 3個地區 （鑽石山、牛池灣、龍翔道） | 4個區 （大埔、元朗、南約、荃灣）                                     |
| 1968年－1969年 | 4個區 （西區、中區、灣仔、東區）                                                                                      | 4個區 （西區、中區、灣仔、東區）                                                                                      | 6個區 （深水埗、旺角、油麻地、九龍城、黃大仙、觀塘） | 4個區 （大埔、元朗、南約、荃灣）                                     |
| 1969年－1974年 | 4個區 （西區、中區、灣仔、東區）                                                                                      | 4個區 （西區、中區、灣仔、東區）                                                                                      | 6個區 （深水埗、旺角、油麻地、九龍城、黃大仙、觀塘） | 5個區 （大埔、元朗、西貢、離島、荃灣）                               |
| 1974年－1975年 | 4個區 （西區、中區、灣仔、東區）                                                                                      | 4個區 （西區、中區、灣仔、東區）                                                                                      | 6個區 （深水埗、旺角、油麻地、九龍城、黃大仙、觀塘） | 7個區 （沙田、大埔、元朗、屯門、西貢、離島、荃灣）                   |
| 1975年－1979年 | 4個區 （中西區、灣仔、東區、南區）                                                                                    | 4個區 （中西區、灣仔、東區、南區）                                                                                    | 6個區 （深水埗、旺角、油麻地、九龍城、黃大仙、觀塘） | 7個區 （沙田、大埔、元朗、屯門、西貢、離島、荃灣）                   |
| 1979年－1985年 | 4個區 （中西區、灣仔、東區、南區）                                                                                    | 4個區 （中西區、灣仔、東區、南區）                                                                                    | 6個區 （深水埗、旺角、油麻地、九龍城、黃大仙、觀塘） | 8個區 （沙田、大埔、北區、元朗、屯門、西貢、離島、荃灣）             |
| 1985年－1988年 | 4個區 （中西區、灣仔、東區、南區）                                                                                    | 4個區 （中西區、灣仔、東區、南區）                                                                                    | 6個區 （深水埗、旺角、油麻地、九龍城、黃大仙、觀塘） | 9個區 （沙田、大埔、北區、元朗、屯門、西貢、離島、荃灣、葵涌及青衣） |
| 1988年－1994年 | 4個區 （中西區、灣仔、東區、南區）                                                                                    | 4個區 （中西區、灣仔、東區、南區）                                                                                    | 6個區 （深水埗、旺角、油尖、九龍城、黃大仙、觀塘） | 9個區 （沙田、大埔、北區、元朗、屯門、西貢、離島、荃灣、葵青）       |
| 1994年至今     | 4個區 （中西區、灣仔、東區、南區）                                                                                    | 4個區 （中西區、灣仔、東區、南區）                                                                                    | 5個區 （深水埗、油尖旺、九龍城、黃大仙、觀塘） | 9個區 （沙田、大埔、北區、元朗、屯門、西貢、離島、荃灣、葵青）       |

#### 變遷地圖

1899年至1907年
1907年至1941年
1948年至1959年
1959年至1960年
1960年至1963年
1963年至1968年
1968年至1969年
1969年至1974年
1974年至1981年

## 管治架構
2024年1月1日起實施：

|  |  |  |  |                |                |                |                |                |                |              |              |              |              |              |              |        |        |        |        | 民政事務處      |  |  |  |            |            |            |            |                       |            |              |              |              |              |              |              |        |        |        |        |  |  |  |  |              |              |              |              |              |              |  |  |  |  |              |              |              |              |              |              |  |  |  |  |  |  |  |  |  |  |
|  |  |  |  |                |                |                |                |                |                |              |              |              |              |              |              |        |        |        |        |                 |  |  |  |            |            |            |            |                       |            |              |              |              |              |              |              |        |        |        |        |  |  |  |  |              |              |              |              |              |              |  |  |  |  |              |              |              |              |              |              |  |  |  |  |  |  |  |  |  |  |
|  |  |  |  |                |                |                |                |                |                |              |              |              |              |              |              |        |        |        |        | 民政事務專員    |  |  |  |            |            |            |            |                       |            |              |              |              |              |              |              |        |        |        |        |  |  |  |  |              |              |              |              |              |              |  |  |  |  |              |              |              |              |              |              |  |  |  |  |  |  |  |  |  |  |
|  |  |  |  |                |                |                |                |                |                |              |              |              |              |              |              |        |        |        |        | 首長級薪級第2點 |  |  |  |            |            |            |            |                       |            |              |              |              |              |              |              |        |        |        |        |  |  |  |  |              |              |              |              |              |              |  |  |  |  |              |              |              |              |              |              |  |  |  |  |  |  |  |  |  |  |
|  |  |  |  |                |                |                |                |                |                |              |              |              |              |              |              |        |        |        |        |                 |  |  |  |            |            |            |            | 助理民政事務專員      |            |              |              |              |              |              |              |        |        |        |        |  |  |  |  |              |              |              |              |              |              |  |  |  |  |              |              |              |              |              |              |  |  |  |  |  |  |  |  |  |  |
|  |  |  |  |                |                |                |                |                |                |              |              |              |              |              |              |        |        |        |        |                 |  |  |  |            |            |            |            |                       |            |              |              |              |              |              |              |        |        |        |        |  |  |  |  |              |              |              |              |              |              |  |  |  |  |              |              |              |              |              |              |  |  |  |  |  |  |  |  |  |  |
|  |  |  |  |                |                |                |                |                |                |              |              |              |              |              |              |        |        |        |        |                 |  |  |  |            |            |            |            | 政務主任/高級政務主任 |            |              |              |              |              |              |              |        |        |        |        |  |  |  |  |              |              |              |              |              |              |  |  |  |  |              |              |              |              |              |              |  |  |  |  |  |  |  |  |  |  |
|  |  |  |  |                |                |                |                |                |                |              |              |              |              |              |              |        |        |        |        |                 |  |  |  |            |            |            |            |                       |            |              |              |              |              |              |              |        |        |        |        |  |  |  |  |              |              |              |              |              |              |  |  |  |  |              |              |              |              |              |              |  |  |  |  |  |  |  |  |  |  |
|  |  |  |  |                |                |                |                |                |                |              |              |              |              |              |              |        |        |        |        |                 |  |  |  |            |            |            |            |                       |            |              |              |              |              |              |              |        |        |        |        |  |  |  |  |              |              |              |              |              |              |  |  |  |  |              |              |              |              |              |              |  |  |  |  |  |  |  |  |  |  |
|  |  |  |  | 地區管理委員會 | 地區管理委員會 | 地區管理委員會 | 地區管理委員會 | 地區管理委員會 | 地區管理委員會 |              |              |              |              | 區議會       | 區議會       | 區議會 | 區議會 | 區議會 | 區議會 |                 |  |  |  | 地區委員會 | 地區委員會 | 地區委員會 | 地區委員會 | 地區委員會            | 地區委員會 |              |              |              |              | 關愛隊       | 關愛隊       | 關愛隊 | 關愛隊 | 關愛隊 | 關愛隊 |  |  |  |  |              |              |              |              |              |              |  |  |  |  |              |              |              |              |              |              |  |  |  |  |  |  |  |  |  |  |
|  |  |  |  | 地區管理委員會 | 地區管理委員會 | 地區管理委員會 | 地區管理委員會 | 地區管理委員會 | 地區管理委員會 |              |              |              |              | 區議會       | 區議會       | 區議會 | 區議會 | 區議會 | 區議會 |                 |  |  |  | 地區委員會 | 地區委員會 | 地區委員會 | 地區委員會 | 地區委員會            | 地區委員會 |              |              |              |              | 關愛隊       | 關愛隊       | 關愛隊 | 關愛隊 | 關愛隊 | 關愛隊 |  |  |  |  |              |              |              |              |              |              |  |  |  |  |              |              |              |              |              |              |  |  |  |  |  |  |  |  |  |  |
|  |  |  |  | 主席           | 主席           | 主席           | 主席           | 主席           | 主席           |              |              |              |              | 主席         | 主席         | 主席   | 主席   | 主席   | 主席   |                 |  |  |  | 主席       | 主席       | 主席       | 主席       | 主席                  | 主席       |              |              |              |              | 總指揮       | 總指揮       | 總指揮 | 總指揮 | 總指揮 | 總指揮 |  |  |  |  |              |              |              |              |              |              |  |  |  |  |              |              |              |              |              |              |  |  |  |  |  |  |  |  |  |  |
|  |  |  |  | 主席           | 主席           | 主席           | 主席           | 主席           | 主席           | 民政專員兼任 | 民政專員兼任 | 民政專員兼任 | 民政專員兼任 | 民政專員兼任 | 民政專員兼任 | 主席   | 主席   | 主席   | 主席   |                 |  |  |  | 主席       | 主席       | 主席       | 主席       | 主席                  | 主席       | 民政專員兼任 | 民政專員兼任 | 民政專員兼任 | 民政專員兼任 | 民政專員兼任 | 民政專員兼任 | 總指揮 | 總指揮 | 總指揮 | 總指揮 |  |  |  |  | 委員互選產生 | 委員互選產生 | 委員互選產生 | 委員互選產生 | 委員互選產生 | 委員互選產生 |  |  |  |  | 民政專員兼任 | 民政專員兼任 | 民政專員兼任 | 民政專員兼任 | 民政專員兼任 | 民政專員兼任 |  |  |  |  |  |  |  |  |  |  |

## 現時分區

香港地區劃分圖

規劃署劃定的都會區範圍

### 日常應用（地址）的法定分區

#### 分區作用
法定區份（或稱法定分區）於1963年開始編成。日常應用的地址都是以法定分區來制定，如銅鑼灣維多利亞公園的法定地址是銅鑼灣興發街1號，而非按18區劃分和選區劃分寫成「東區維園選區興發街1號」；政府部門執法亦會參考區議會分區，或自訂分區辦法。
法定區份與18區及選區有別，且邊界有時並不重合。例如九龍城區議會服務行政分區的九龍城區，法定區份何文田則用作郵寄地址，而九龍城區議會內亦有一個名為何文田的選區，包括法定區份何文田部分範圍；又例如2016年前法定區份銅鑼灣就是分別由東區和灣仔區管治，西面屬於灣仔區，東面則屬於東區。
雖然立法會、區議會分區與法定分區有別，但亦是基於法定分區而編成，因為先設定以人口聚居地而來的法定分區，後有選舉所用的選區。如1995年香港立法局選舉的選區港島中區，便是由現在區議會灣仔區及東區西面的結合而成。（1997年前香港立法局各個選區與區議會分界有所不同，參考香港地方選區條目及其備註。）
一些按港鐵站名而成的通俗分區名稱，如天后、炮台山、彩虹、太子、佐敦等，沒有經過立法而成，只維持口頭上的稱呼，不能在正式文件上使用。惟近年政府亦開始+在官方新聞公報中使用通俗分區名稱，例如警方在2019年反送中運動期間若有示威者在上述地區附近聚集（包括天后、太子等）會在新聞公報中直接使用上述通俗分區名稱；而2021年1月特區政府在油麻地2019冠狀病毒疫情較嚴重設立特定圍封區域，由於該特定區域較近佐敦站，亦直接在新聞公報中直接稱呼為「佐敦」。
以下是1963年市區及80年代新界的法定分區，法定分區或因應地區發展而變動，但亦會印在香港年報內的地圖上。60年代香港市區便有了法定分區，但新界到80年代才確定法定分區。

#### 香港島及九龍半島
1963年，港英政府當時把維多利亞城和九龍分成40多個區（District）。
維城西起：摩星嶺（Mount Davis）、堅尼地城（Kennedy Town）、薄扶林（Pok Fu Lam）、西區（Western District）、半山區（Mid Levels）、山頂（Peak）、西營盤（Sai Ying Pun）、中環（Central）、灣仔（Wan Chai）、跑馬地（Happy Valley）、銅鑼灣（Causeway Bay）、北角（North Point）、鰂魚涌（Quarry Bay）、筲箕灣（Shau Kei Wan）及柴灣（Chai Wan）。
而九龍西起，有昂船洲（Stonecutters Island）、荔枝角（Lai Chi Kok）、長沙灣（Cheung Sha Wan）、北長沙灣（North Cheung Sha Wan）、深水埗（Sham Shui Po）、旺角（Mong Kok）、石硤尾（Shek Kip Mei）、油麻地（Yau Ma Tei）、尖沙咀（Tsim Sha Tsui）、京士柏（King's Park）、何文田（Ho Man Tin）、九龍塘（Kowloon Tong）、紅磡（Hung Hom）、馬頭角（Ma Tau Kok）、黃大仙（Wong Tai Sin）、九龍城（Kowloon City）、香港機場（啟德）（Hong Kong Airport (Kai Tak)）、新蒲崗（San Po Kong）、佐敦谷（Jordan Valley）、牛頭角（Ngau Tau Kok）、觀塘（Kwun Tong）、油塘（Yau Tong）、以及鯉魚門（Lei Yue Mun）。
九龍東北鑽石山（Diamond Hill (Area)）和牛池灣（Ngau Chi Wan (Area)）亦為區，但因為這些地方仍是半鄉郊地方，所以歸作地方（Area）。鑽石山與黃大仙以沙田坳道為界；而牛池灣西界則為五百呎等高線；另外黃大仙、九龍塘、石硤尾三區以北劃做龍翔道地方（Lung Cheung Road Area）。當時九龍灣尚在進行填海工程，因此未成一區。油塘和鯉魚門一直延伸到將軍澳西岸。
到了1970年代市政局改制加上民政主任制度發展，當中的分區便成為市區區議會選區分界藍本。

#### 新界
新界方面，自戰後至1980年代初，便根據當時理民府發展而成的分區——荃灣（Tsuen Wan）、沙田（Sha Tin）、大埔（Tai Po）、元朗（Yuen Long）、屯門（Tuen Mun）、西貢（Sai Kung）以及由上水（Sheung Shui）、粉嶺（Fanling）、沙頭角（Sha Tau Kok）和打鼓嶺（Ta Kwu Ling）（上粉沙打）組成的北區作劃分，新界區議會亦以此為藍本。

### 行政分區

#### 區議會及行政分區
區議會成立以後，地方事務基本上是細分到各個選區，然而綜合事務仍由18區分區管理，例如討論每年巴士發展計劃便由區議會以整個行政區為本討論而不是以個別選區討論，而政府施政亦不一定是以十八區為基礎，好像民政事務署，例如2016年前位於東區的銅鑼灣社區中心服務對象也是全銅鑼灣及少量周邊地方。同樣道理，2016年前位於東區的銅鑼灣消防局服務對象也是全銅鑼灣。
18區的分區主要是各選區及總區處理下放的資源，而東區之名不是在法定區份的地址上，法定區份的地址要香港政府批准才會落實。香港法定分區是香港有區議會之前或更早時間的分區，而區議會及18區只是處理政府下放的資源，一些政府及全港性的政策，仍舊會參照法定分區來執行．

#### 行政分區例子
政府傳統上亦按照香港三大區域劃分工作分區，二十世紀中後期開始因香港人口增加再細分為九龍東、九龍西等等，個別部門如香港警隊亦有劃分區域以便警治。香港政府各部門以法定分區及其他分區為基礎來制定各自的行政分區。
- 香港警務處警區
- 香港消防處[21]

| - 港島總區 - 西區 - 中區 - 東區 - 海務離島 | - 九龍總區 - 西區 - 南區 - 東區 - 中區 | - 新界總區 - 西南區 - 南區 - 西區 - 東北區 | - 總部總區 - 機場消防隊 |

- 醫院管理局分區
- 香港社會福利署[22]
  - 中西南及離島區
  - 東區及灣仔區
  - 觀塘區
  - 黃大仙及西貢區
  - 九龍城及油尖旺
  - 深水埗區
  - 荃灣及葵青區
  - 屯門區
  - 元朗區
  - 沙田區
  - 大埔及北區

注：與區議會十八區名稱相同者範圍未必相同。
- 香港規劃分區

#### 沒有特定分區部門的文件分區
地區行政計劃開始，政府部門沒有以特定分區為文件分類，主要以區議會秘書處把文件先分類，再依法定分區（1963年開始的城市或鄉村分區）來區別，就全港層面，則以香港、九龍、新界，再依法定分區來劃分。
以下便是其中一些例子:
- 中西區：中環、半山區、西營盤、上環、堅尼地城（西環）
- 東區：北角、鰂魚涌、筲箕灣、柴灣
- 油尖旺區：旺角、油麻地、尖沙咀、大角咀
- 九龍城區：紅磡、九龍塘、土瓜灣、何文田、九龍城
- 元朗區：厦村鄉、屏山鄉、十八鄉、錦田鄉、八鄉、新田鄉
- 屯門區：主要依分區委員會分類
- 南區：黃竹坑、大口環、薄扶林、置富、華富、華貴、香港仔、田灣、貝沙灣、數碼港、淺水灣、大樹灣、大潭、石澳、赤柱、黃泥涌峽
- 離島區：長洲、大嶼山（再細分為東涌新市鎮及各個鄉事委員會範圍）、南丫島
- 大埔區：白石角、大埔墟、廣福、大美督
- 北區：上水、粉嶺、古洞、沙頭角、打鼓嶺

### 三級議會分區

#### 立法會
香港立法機關的選舉分區自實施選舉以來屢有更改；現時地方選區分為香港島東、香港島西、九龍西、九龍中、九龍東、新界西北、新界北、新界東北、新界西南和新界東南10區。
在香港主權移交前選區尚未合併之時，和區議會分區界線有所不同，如港島中選區，包括整個灣仔區及部分東區範圍，各選區人口不等，登記選民人數亦大約在10萬-14萬之間，詳情可參看1995年香港立法局選舉。

#### 市政局
香港最早的民選議會市政局及於二十世紀八十年代成立的區域市政局則按香港四大區域——香港島、九龍及新界、離島——劃分。

#### 區議會
香港區議會現時分為十八個地方行政區，原意純粹方便選舉和行政之用，並不設立區政府等政權組織，無獨立立法權、司法權，政府部門亦未必完全按照這些區域劃分工作區域。
| 區域   | 名稱     | 2021年人口 | 2021年人口 | 面積 （km²） | 面積 （km²） | 密度 （p/km²） |
| ------ | -------- | ---------- | ---------- | ------------ | ------------ | -------------- |
| 香港島 | 中西區   | 235,953    | 235,953    | 12.55        | 12.55        | 18,808         |
| 香港島 | 灣仔區   | 166,695    | 166,695    | 10.64        | 10.64        | 15,791         |
| 香港島 | 東區     | 529,603    | 529,603    | 18.13        | 18.13        | 29,440         |
| 香港島 | 南區     | 263,278    | 263,278    | 39.40        | 39.40        | 6,779          |
| 香港島 | 小計     | 1,195,529  | 16.1%      | 80.72        | 7.30%        | 14,957         |
| 九龍   | 油尖旺區 | 310,647    | 310,647    | 6.99         | 6.99         | 44,458         |
| 九龍   | 深水埗區 | 431,090    | 431,090    | 9.36         | 9.36         | 46,067         |
| 九龍   | 九龍城區 | 410,634    | 410,634    | 10.02        | 10.02        | 40,994         |
| 九龍   | 黃大仙區 | 406,802    | 406,802    | 9.30         | 9.30         | 43,730         |
| 九龍   | 觀塘區   | 673,166    | 673,166    | 11.27        | 11.27        | 59,704         |
| 九龍   | 小計     | 2,232,339  | 30.1%      | 46.94        | 4.24%        | 47,557         |
| 新界   | 葵青區   | 495,798    | 495,798    | 23.34        | 23.34        | 21,246         |
| 新界   | 荃灣區   | 320,094    | 320,094    | 62.62        | 62.62        | 5,168          |
| 新界   | 元朗區   | 668,080    | 668,080    | 138.56       | 138.56       | 4,825          |
| 新界   | 屯門區   | 506,879    | 506,879    | 84.76        | 84.76        | 5,908          |
| 新界   | 北區     | 309,631    | 309,631    | 136.53       | 136.53       | 2,269          |
| 新界   | 大埔區   | 316,470    | 316,470    | 148.18       | 148.18       | 2,325          |
| 新界   | 沙田區   | 692,806    | 692,806    | 69.27        | 69.27        | 10,082         |
| 新界   | 西貢區   | 489,037    | 489,037    | 136.38       | 136.38       | 3,771          |
| 新界   | 離島區   | 185,282    | 185,282    | 178.21       | 178.21       | 1,021          |
| 新界   | 小計     | 3,984,077  | 53.7%      | 978.76       | 88.46%       | 4,137          |
| 總計   | 總計     | 7,411,945  | 100%       | 1,106.42     | 100%         | 6,801          |

##### 民政主任分區
民政主任分區在區議會成立前是政府與市民接觸的分區方法，和現在區議會的功用類似，而區議會分區不少亦源自民政主任分區。
1947年，新界北約理民府拆分為元朗理民府及大埔理民府，前者管轄元朗和青山，大埔、沙田、上粉沙打和西貢則由大埔理民府管轄。1950年代中期，新界首個新市鎮荃灣開始發展，因此荃灣理民府於1957年從南約理民府分拆出來。1970年代，沙田及屯門新市鎮開始花大錢，因此在1974年，沙田理民府從大埔理民府分拆，以及屯門理民府從元朗理民府分拆。
1968年5月，時任香港總督戴麟趾推行「民政主任計劃」，將香港及九龍（包括新九龍）劃成10區，每區設立民政處及民政主任。其中香港島被分為西區、中區、灣仔及東區四區，九龍則分為旺角、油麻地、九龍城、觀塘、黃大仙和深水埗六區。新界則不屬於該計劃的範圍，繼續原有理民府制度。
1970年代末，香港島的四區曾進行重整，把原屬東區的香港島東南及原屬西區的香港島西南，劃出一個新的區域南區，而剩下來的西區則與中區合併成中西區。
1980年，上粉沙打從大埔區分拆成北區。

##### 區議會成立後的變化
1982年地方行政計劃完全實施，設立香港區議會，整個香港劃分為18個區域。分區大致與現時相近，當時葵青區仍然是荃灣區的一部分，而現時的油尖旺區則劃為旺角區和油麻地區兩個區，當時旺角區是最小的分區。
1980年代，大量的人口遷入荃灣新市鎮，荃灣區的人口開始出現飽和，已經超出了一個區議會的承受能力，需要兩個區議會來應付荃灣新市鎮的龐大人口。故此，港府於1985年4月1日，將葵青區從荃灣區分拆出來，成為第十九區，初名為「葵涌及青衣區」，1988年4月1日改稱「葵青區」。1989年油麻地區更名為油尖區。
隨著人口逐步由港九市區遷移到新界新市鎮，屬港九市區內的油尖區和旺角區的人口也逐步減少，為資源能更有效地運用，該兩區於1994年合併成為油尖旺區，十九區又變回十八區。
民政事務專員是各區民政事務處主管，是特區政府在地區的代表，由首長級薪級第2點的公務員擔任，負責統籌各政府部門在地區的工作並擔任該區的地區管理委員會。

##### 分區人口不均
2021年香港十八區的人口密度，以觀塘區最高，每平方公里有59,704居民。而深水埗區的人口密度在1997年之前是最高的，但由於西九龍大量填海，增加深水埗區的面積，使人口比例大大降低。雖然新界北的北區和元朗區皆有廣袤的平原，但由於大部分土地保留作鄉郊用途和原居民的村地，故市中心一帶雖然人口稠密，但全區整體人口密度仍然偏低。人口密度最低的是離島區，每平方公里約1,021人。
區議會各區界線在近三十年沒有大型變動，各分區人口不均情況嚴重，人口最多的為沙田區，2021年人口為69.2萬，人口最少的為灣仔區，2021年人口為16.7萬。當中港島東區因為太古城及柴灣（包括杏花邨及小西灣）的住宅項目，在近40年的發展下，於1990年代為全港最多人居住的地區，2021年人口接近53萬；而灣仔區因為地區老化及居民搬離該區，人口由2016年的18.0萬進一步減少，至2019年時只有17.8萬，取代離島區成為全港人口最少的區份；2021年更跌至16.7萬。

## 外部連結
- 二零一一年區議會選區分界圖索引 （页面存档备份，存于）
- 香港特別行政區區議會網頁 （页面存档备份，存于）
- 香港各區人口和面積：1999 （页面存档备份，存于）、2001 （页面存档备份，存于）
- 香港的地方行政
- 香港特別行政區選舉管理委員會 （页面存档备份，存于）
- 香港政府統計處-香港統計資料-常用統計資料-二零一一年人口普查主要統計表 （页面存档备份，存于）